# Émile Janssens
Émile Janssens, né à Schaerbeek le 15 juin 1902 et mort à Bruxelles le 4 décembre 1989, est un officier belge et commandant en chef de la Force publique (force armée et de gendarmerie du Congo belge). Il a édifié la base principale de la Force publique à Karima dans les années 1950 et a joué un rôle significatif dans la mutinerie de la Force publique après l'indépendance du Congo en juin 1960.

## Biographie
Émile Robert Alphonse Hyppolite Janssens, né à Schaerbeek le 15 juin 1902, est le fils d'Hyppolite Émile Janssens, colonel dans l'armée belge, et de Bertha Thiriar. Il épouse le 13 juillet 1925 Jeanne Derho qui lui donne quatre enfants et, en secondes noces, Nelly Crèvecœur le 4 septembre 1976.
À 11 ans, il s'engage dans l'armée belge à l'école des cadets de Namur. Lors de la Première Guerre mondiale, il se réfugie en 1914 en France et passe les quatre années de guerre au pensionnat Saint-Pierre à Calais. Il entre en janvier 1919 à la section scientifique de l'Institut Saint-Louis de Bruxelles. Le 23 avril 1920, il s'engage au 4e régiment de Carabiniers. Le 9 octobre 1920, il est admis à l'École royale militaire (promotion Artillerie et Génie). Il est promu sous-lieutenant en décembre 1922 et est désigné en 1925, à sa sortie de l'École d'application, pour le 14e régiment d'Artillerie. Il est promu lieutenant en décembre 1925. En 1928, il est admis à l'École de guerre et en sort breveté d'état-major le 8 septembre 1930. En octobre 1931, il est affecté à l'état-major de la 6e division d'Infanterie, puis désigné pour suivre la session 1932-1934 de l'École supérieure de guerre de Paris. Le 3 octobre 1934, il est désigné pour l'état-major du 1er corps d'armée et, après un an, pour l'état-major général de l'armée (EMGA) où il sert jusqu'en 1938. Il est promu capitaine le 26 septembre 1938. 
Il postule ensuite pour un poste au Congo belge qu'il rejoint à bord du paquebot Thysville en vue de renforcer les cadres de la Force Publique dans la perspective d'une guerre. 
Lors de la Seconde Guerre mondiale, il est nommé commandant en juillet 1940 et est chargé du renseignement au sein du 2e bureau de l'état-major. Il participe à la campagne d'Abyssinie comme agent de liaison avec les alliés britanniques. Promu major, il se voit confier différentes missions avec ses troupes notamment en Egypte. Il quitte l'Afrique en octobre 1944 pour revenir dans l'armée métropolitaine. Le colonel Piron l'affecte alors au 1er bataillon de fusiliers, unité belge sous commandement allié, et il participe aux dernières opérations militaires en Hollande le 6 mai 1945.
Après guerre, il enseigne à l'École royale militaire. Promu colonel, il retourne au Congo belge en 1948 où il est chargé d'édifier la base principale de la Force publique à Kamina dans le nord du Katanga. En 1954, le général-major Janssens est nommé commandant en chef de la Force publique, force armée du Congo belge, en remplacement d'Auguste Gilliaert. Il sera finalement promu lieutenant-général de la Force publique en 1958. Au début de la crise congolaise, il se décrivait comme un « petit maniaque » et adepte de la discipline.
Lors de l'Indépendance du Congo le 30 juin 1960, Janssens conserve son commandement de la Force publique qui est désormais au service du Congo indépendant. Son refus de voir l'indépendance congolaise comme marquant un changement dans la nature de son commandement de la Force publique est considéré comme la cause de la mutinerie de la Force publique en juillet 1960. En effet, même après l'indépendance du Congo, il est opposé à l'africanisation du cadre des officiers. Au vu de son opposition à toute perspective de promotion des officiers africains, les soldats de la Force publique se révoltent cinq jours après la déclaration d'indépendance du Congo. Il est alors démis de ses fonctions par le président congolais Joseph Kasa-vubu.
En 1961, le général Janssens est admis à la retraite.

## Distinctions
Il est titulaire de nombreuses distinctions belges et étrangères. Parmi celles-ci :
- Croix de guerre 40-45 (Belgique).
- Commandeur de l'ordre de l'Étoile africaine en 1960 (Congo belge).

## Ouvrages
- Émile Janssens, J'étais le général Janssens, Bruxelles, Charles Dessart, 1961 (OCLC 652293466).
- Émile Janssens, Histoire de la Force publique, Bruxelles, Ghesquière, 1979 (OCLC 7730962).
- Émile Janssens, Au fil d'une vie, éditions Pierre de Méyère, 1972.

## Sources
- (en) Cet article est partiellement ou en totalité issu de l’article de Wikipédia en anglais intitulé « Émile Janssens » (voir la liste des auteurs).

## Compléments

### Lectures approfondies
- Paul Antheunissens, « Il y a cinquante ans : « Sire ils vous l’ont cochonné » », La Voix de la démocratie congolaise,‎ 3 avril 2010 (lire en ligne, consulté le 14 mars 2013)